# Mythologie germanique
 (février 2016).
Si vous disposez d'ouvrages ou d'articles de référence ou si vous connaissez des sites web de qualité traitant du thème abordé ici, merci de compléter l'article en donnant les références utiles à sa vérifiabilité et en les liant à la section « Notes et références ».

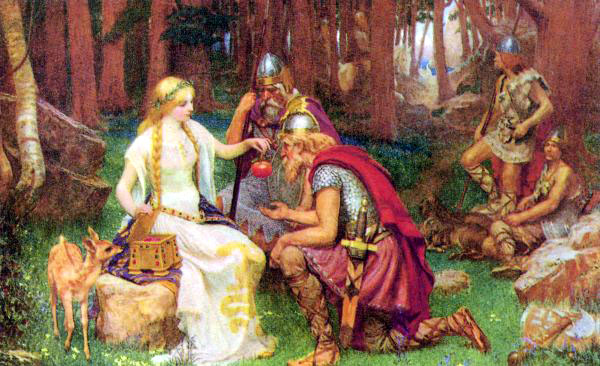
Idunn et les pommes de jouvence.

La mythologie germanique est une version remaniée de diverses mythologies plus anciennes des peuples germaniques. Comme la mythologie nordique est la plus connue de ces mythologies, les deux termes sont souvent utilisés de façon interchangeable.
Les légendes sont identiques, à quelques variantes régionales près, même si les noms des dieux sont légèrement différents, leurs fonctions, leurs attributs et les mythes qui leur sont associés sont identiques.
De même, la pratique du culte germanique et celle du culte nordique étaient voisines. Les différences proviennent des durées pendant lesquelles ces mythologies furent décrites ainsi que des migrations des peuples germaniques.
Il existe toutefois des différences :
- En Scandinavie, Frigg et Freyja étaient deux déesses distinctes mais clairement liées alors qu'elles semblent ne faire qu'une dans la mythologie germanique. Dans la mythologie nordique, il y a toutefois certains vestiges d'une époque où ces deux déesses aussi ne faisaient qu'une.
- Au fil des siècles, Tuisto/Tiwaz/Týr a perdu de l'importance au profit de Wotan/Odinn. À l'époque viking, Týr n'est plus connu que pour un de ses actes permettant de préserver l'ordre du monde.
- La déesse de la fécondité/fertilité Nerthus n'apparaît plus chez les Vikings, à la place on trouve son équivalent masculin Njörd.

## Distinction ou collusion?

Midwinter blót : sacrifice du roi Domalde au temple d'Uppsala en Suède, peinture de Carl Larsson (1915).

Quoique cette collusion amène l'idée qu'il vaudrait mieux oublier le terme de mythologie germanique et parler de la mythologie nordique, les études récentes effectuées sur le sol de la Germanie antique telles que des cultures archéologiques portant sur les peuples germaniques permettent désormais de différencier le panthéon nordique du panthéon germanique (en), et ce bien que par analogie historiographique on soit tenté d'employer les termes « scandinave », « nordique », voire « anglo-saxon » pour les évoquer.
Plus précisément, cette distinction porte le nom de mythologie germanique continentale, pratiquée par les tribus du nord de l'Europe centrale (Germains « occidentaux »).